# Temporada do Manchester City Football Club de 2001–02
A temporada 2001–02 foi a 110ª temporada do Manchester City no futebol inglês. O clube participou da Football League First Division (segunda divisão, onde foi campeão), da Copa da Inglaterra (eliminado na quinta fase) e da Copa da Liga Inglesa (caiu na quarta fase). O bermudense Shaun Goater foi o artilheiro dos Citizens na temporada, com 32 gols (28 na segunda divisão inglesa, 2 na Copa da Liga e outros 2 na Copa da Inglaterra).
Foi também a última temporada disputada pelo zagueiro Stuart Pearce, que encerrou sua carreira na partida contra o Portsmouth, em abril de 2002; neste jogo, teve a chance de fazer o centésimo gol como profissional, mas parou no também veterano goleiro Dave Beasant (seu companheiro de Seleção Inglesa na Copa de 1990).

## Marca de equipamento
- Le Coq Sportif

## Patrocínios
- Eidos Interactive

## Equipamentos
| Equipamento titular | Equipamento alternativo | Terceiro equipamento |

## Elenco
Legenda
- : Capitão
- Jogador revelado no clube